# Quillan (ancienne commune)
Pour l’article homonyme, voir Quillan (Pendragon).
Quillan (occitan : Quilhan) est une ancienne commune française, située dans le département de l'Aude en région Occitanie.
Ses habitants sont appelés les Quillanais.
Le 1er janvier 2016, la commune de Brenac a fusionné avec Quillan au sein de la commune nouvelle de Quillan.

## Géographie

### Localisation
La commune est située au pied des Pyrénées sur l'Aude.
À l'entrée du défilé de Pierre-Lys, Quillan, située à un important carrefour routier, constitue un des meilleurs centres d'excursions pour toute la région peu fréquentée et très pittoresque des avant-monts pyrénéens.

### Géologie et relief
Située en plein contreforts pyrénéens, la commune a un sol composé de calcaires du Crétacé surélevés par la poussée de la plaque africaine qui a engendré la chaine pyrénéenne. Au relief profondément complexe tourmenté par la tectonique, ces calcaires forment des « nappes » qui auréolent les Pyrénées selon un angle globalement ouest-est, entre l'Aquitaine, et jusqu'en Provence. Ces boucliers qui forment les pré-Pyrénées sont particulièrement visibles dans cette partie de l'Aude ainsi qu'en Ariège, où ils forment des collines rectilignes cisaillant le paysage d'Est en Ouest.

Pour se frayer un chemin dans ces ensembles qui lui faisaient barrage, l'Aude a creusé des gorges étroites et raides dans le calcaire au fil des millénaires, déposant des alluvions le long de son cours. 

### Hydrographie
L'Aude, fleuve méditerranéen, coule sur la commune après avoir traversé le pays de Sault par les gorges de l'Aude, et le défilé de Pierre-Lys. Sur la commune, elle reçoit de petits affluents comme le ruisseau du Coulent en rive gauche, ou le Saint Bretrand en rive droite avant de s'élancer vers Alet-les-Bains, puis Limoux et Carcassonne.

### Voies de communication et transports
Accès SNCF gare de Quillan sur la ligne Carcassonne - Rivesaltes. La gare de Quillan est le terminus de la liaison ferroviaire la reliant à Carcassonne, en passant par Limoux. Aujourd'hui, la ligne s'est modernisée et propose plus de rotations journalières avec la mise en service de tout nouveaux TER aux couleurs de la région Languedoc-Roussillon (rouge et jaune).
Des bus relient quotidiennement la ville à Limoux et Carcassonne mais également à Foix et Perpignan (bus à 1 € du conseil général des Pyrénées-Orientales).

## Toponymie
Attestée sous la forme Quillianum en 782, du nom de personne latin Quelius suffixé en -anum, mais le document mentionne en fait Quillanet près de Narbonne.
In vila Quillano, en 957, même origine.

## Histoire
Au Moyen-Âge, Quillan fait partie du comté de Razès puis à partir de 930 au comté ou au territoire Dunense dont le chef-lieu est Le Bézu (Albedun).
Le site de Saint-Quirgue est occupé depuis l'époque wisigothique.
En 909 les églises Saint-Pierre et Saint-Romain sont citées près de Quillan dans une donation que fait une femme appelée Hispana. L'église de Notre-Dame est citée à partir de 930 ainsi qu'un châtelain. Elle est occupée par des chanoines au XIe siècle. À partir de 1121 la seigneurie de Quillan appartient à l'archevêque de Narbonne qui la conservera tout au long du Moyen-Âge. Durant la Croisade contre les Albigeois le roi de France aurait exigé que Quillan lui soit remis car la ville aurait résisté à Simon de Montfort. L'archevêque Arnaud Amaury refuse et affirme que la ville "appartient aux archevêques depuis plus de quatre-vingt ans". En 1230 et 1251 le chevalier Raimon d'Aniort tient Quillan au nom de l'archevêque.
Entre 1790 et 1794, la commune de Laval a fusionné avec la commune de Quillan.
La ville fut une sous-préfecture lors de la création du département à la Révolution française.
La commune de Brenac a été fusionnée avec Quillan le 1er janvier 2016.

## Politique et administration

### Liste des maires
| Période    | Période          | Identité                | Étiquette | Qualité                                    |
| ---------- | ---------------- | ----------------------- | --------- | ------------------------------------------ |
| vers 1890, | ?                | Émile Goize             |           |                                            |
| 1910       | 1914             | Paulin Nicoleau         | Radical   | Conseiller général du Canton de Quillan    |
|            |                  | Jean Bonnail            | PRRRS     | Député, Conseiller général                 |
| 1953       | 1965             | Georges Casenove        | SFIO      | Cheminot,conseiller général (1945-1970)    |
| 1965       | 1995             | Paul Mullot (1921-2008) | UDF       | Ingénieur,conseiller général (1970-1974)   |
| 1995       | 2014             | Maurice Aragou          | PS        | Instituteur,conseiller général (2001-2008) |
| 2014       | 31 décembre 2015 | Pierre Castel           | LR        |                                            |

## Population et société

### Démographie
L'évolution du nombre d'habitants est connue à travers les recensements de la population effectués dans la commune depuis 1793. À partir du 1er janvier 2009, les populations légales des communes sont publiées annuellement dans le cadre d'un recensement qui repose désormais sur une collecte d'information annuelle, concernant successivement tous les territoires communaux au cours d'une période de cinq ans. 
Pour les communes de moins de 10 000 habitants, une enquête de recensement portant sur toute la population est réalisée tous les cinq ans, les populations légales des années intermédiaires étant quant à elles estimées par interpolation ou extrapolation. Pour la commune, le premier recensement exhaustif entrant dans le cadre du nouveau dispositif a été réalisé en 2006,.
En 2013, la commune comptait 3 220 habitants, en évolution de −5,43 % par rapport à 2008 (Aude : +3,25 %, France hors Mayotte : +2,49 %).
| 1793  | 1800  | 1806  | 1821  | 1831  | 1836  | 1841  | 1846  | 1851  |
| ----- | ----- | ----- | ----- | ----- | ----- | ----- | ----- | ----- |
| 1 244 | 1 568 | 1 541 | 1 440 | 1 472 | 2 008 | 2 152 | 1 921 | 1 996 |

| 1856  | 1861  | 1866  | 1872  | 1876  | 1881  | 1886  | 1891  | 1896  |
| ----- | ----- | ----- | ----- | ----- | ----- | ----- | ----- | ----- |
| 2 013 | 1 978 | 2 556 | 2 539 | 2 481 | 2 424 | 2 463 | 2 411 | 2 626 |

| 1901  | 1906  | 1911  | 1921  | 1926  | 1931  | 1936  | 1946  | 1954  |
| ----- | ----- | ----- | ----- | ----- | ----- | ----- | ----- | ----- |
| 2 511 | 2 728 | 2 725 | 2 832 | 3 464 | 3 707 | 3 510 | 3 483 | 3 668 |

| 1962  | 1968  | 1975  | 1982  | 1990  | 1999  | 2006  | 2011  | 2013  |
| ----- | ----- | ----- | ----- | ----- | ----- | ----- | ----- | ----- |
| 4 424 | 4 847 | 4 968 | 4 459 | 3 818 | 3 542 | 3 445 | 3 249 | 3 220 |

La ville de Quillan est la plus importante des communes de la Haute-Vallée de l'Aude et la deuxième de l'arrondissement de Limoux.

### Manifestations culturelles et festivités
La commune accueille chaque année critérium cycliste international de Quillan qui fut le 1er critérium de France et qui accueillait les meilleurs champions de cyclisme. Carlos Sastre y est passé en 2008.

### Sports
L'Union sportive Quillan Haute vallée a été championne de France de rugby à XV saison 1928-1929 et évolue en championnat de France de 3e division fédérale depuis la saison 2005/2006. En 2012, elle est repassée en 2e division.

## Économie
L'économie de la ville de Quillan dépendait jadis de son activité manufacturière : chapellerie, industrie de la chaussure (cuir et toile) et des matières plastiques, fabriques de meubles. Le tourisme est désormais une des principales sources d'emploi et d'activité de la ville.

## Culture locale et patrimoine

### Lieux et monuments

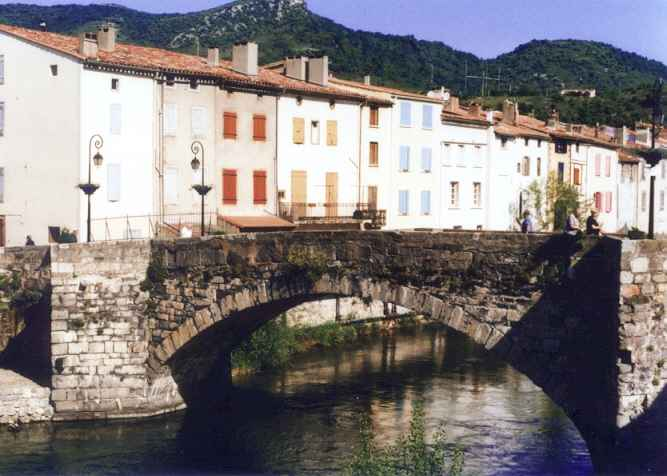
Pont Vieux

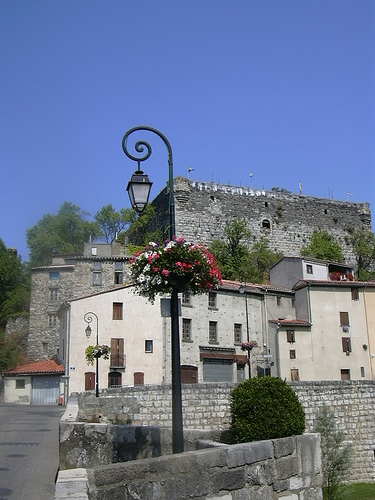
Château

- Le Pont sur l'Aude
- Le Pont Susane
- Le Château de Quillan

### Personnalités liées à la commune
- Napoléon III (1808-1873) : l'Empereur aimait séjourner à Quillan ;
- Henri Boudet (1837-1915) :  curé de Rennes-les-Bains né à Quillan ;
- Joachim Estrade (1857-1936) : ingénieur ayant électrifié la région et dirigé la construction de la ligne de chemin de fer jusqu'à Quillan ;
- Jean Guiraud (1866-1953) : historien né à Quillan ;
- Charles Marx (1903-1946) : médecin à Quillan et résistant
- André Desseilles (1914-1999) : homme d’affaires ayant vécu à Quillan ;
- Louis Cardaillac (1933-2015) : auteur et professeur-chercheur en lettres, né et enterré à Quillan ;
- Jean-Claude Rouan (1933-) : joueur de rugby à XV né à Quillan ;
- Laurent Reverte (1971-) : auteur-compositeur-interprète né à Quillan ;
- Robert Punzano (1973-) : auteur et comédien ayant grandi et vécu à Quillan.

### Héraldique
Blasonnement de la commune : D'azur au besant d'or accompagné de trois quilles du même.
Blasonnement de la commune tel que décrit en 1696 par Charles d'Hozier : D'azur écartelé d'or à un besant tourteau de l'un en l'autre.
Blasonnement du hameau de Laval tel que décrit en 1696 par Charles d'Hozier : De sable tranché, cannelé d'or.

### Culture populaire
Cinéma
La commune a accueilli[Quand ?] une partie du tournage du film de Bertrand Tavernier, La Passion Béatrice.